# Gustaf Fröding
Gustaf Fröding (Mansão de Alster, Värmland, 22 de agosto de 1860 - Estocolmo, 8 de fevereiro de 1911) foi um poeta e escritor sueco. Foi muito popular na sua época, com um obra recheada de humor e compaixão.

## Poesia
Sua poesia combina virtuosismo formal com uma simpatia pelo comum, pelos negligenciados e oprimidos, às vezes escrita em seu próprio dialeto regional. É altamente musical e se presta a um ambiente musical; muitos de seus poemas foram musicados e gravados por cantores suecos como Olle Adolphson, Monica Zetterlund, o grupo Värmland Sven-Ingvars e a banda sueca Mando Diao.

## Trabalhos selecionados
- Gitarr och dragharmonika (guitarra e concertina) 1891
- Nya dikter (novos poemas) 1893
- Räggler å paschaser (contos e aventuras) 1895
- Stänk och flikar (respingos e borrifos) 1896
- Nytt och gammalt (novo e antigo) 1897
- Gralstänk ( respingos do graal) 1898
- Efterskörd (Gleanings) 1910
- Reconvalescentia (Convalescência) 1914
- Samlade skrifter 1-16 (obras coletadas 1-16) 1917–1922
- Brev till en ung flicka (Cartas para uma jovem) 1952
- Äventyr i Norge (Aventuras na Noruega) 1963
- Gustaf Frödings brev, 2 vol. (Cartas de Gustaf Fröding, 2 vol.) 1981-1982